# Stazione di Tortolì
La stazione di Tortolì, già stazione di Arbatax di Tortolì è una stazione ferroviaria che serve il comune di Tortolì, lungo la linea ferroviaria Mandas-Arbatax, dal 1997 utilizzata esclusivamente come ferrovia turistica.

## Storia

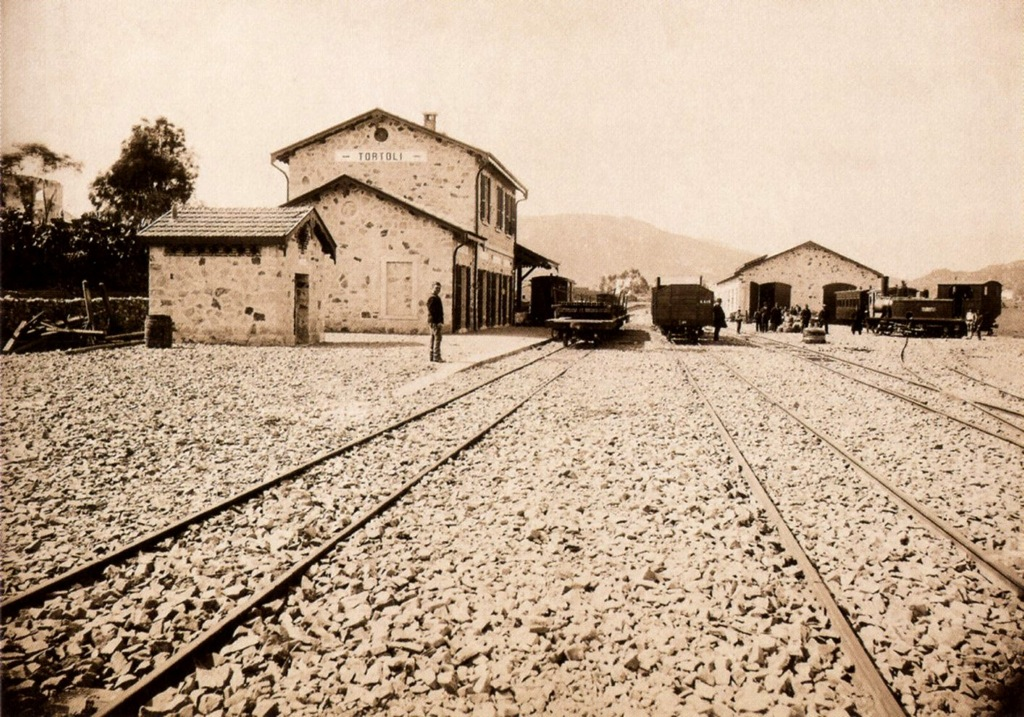
La stazione negli anni novanta dell'Ottocento

La storia dello scalo ha inizio nell'ultima parte dell'Ottocento, con l'affidamento alla Società italiana per le Strade Ferrate Secondarie della Sardegna del compito di realizzare una rete ferroviaria a scartamento ridotto nell'isola, comprendente tra l'altro una linea ferroviaria per collegare l'Ogliastra con Cagliari. Fu così che tra gli anni ottanta e novanta dell'Ottocento fu costruita la ferrovia che dalle vicinanze della stazione di Mandas (lungo la ferrovia Cagliari-Isili) giungeva sino al porto di Arbatax, passando anche per Tortolì, la cui stazione fu inaugurata il 1º aprile 1893, in coincidenza con l'apertura al traffico del tronco ferroviario tra Gairo e Arbatax.
Passata attraverso varie gestioni (alle SFSS subentrarono le Ferrovie Complementari della Sardegna nel 1921 ed a queste le Ferrovie della Sardegna nel 1989), la stazione assunse il nome di "Arbatax di Tortolì" in epoca fascista e negli anni immediatamente successivi per poi tornare a quello originale. L'impianto nel corso degli anni continuò ad essere il principale scalo per il servizio di trasporto pubblico nel territorio del centro ogliastrino, sia per il trasporto su rotaia che per il servizio di autolinee che le FCS (ed in seguito le FdS) iniziarono a espletare in parallelo ai treni nel corso del Novecento. Tuttavia il 16 giugno 1997 la Mandas-Arbatax fu chiusa al traffico ferroviario ordinario e fu destinata all'esclusivo utilizzo turistico nell'ambito del servizio Trenino Verde. Il provvedimento si ripercosse sull'attività della stazione, che da allora viene impiegata dal punto di vista ferroviario quasi quotidianamente solo nel periodo estivo, periodo in cui la linea è in funzione con viaggi a calendario, mentre negli altri periodi dell'anno i treni vi transitano solo in occasione di viaggi organizzati a richiesta dei turisti o su iniziativa delle ex FdS, confluite nel 2010 nell'ARST che è quindi subentrata nella gestione della stazione. Sempre nello stesso decennio parte dell'area della stazione è stata oggetto di interventi per la realizzazione del nuovo capolinea delle autocorse ARST nel centro ogliastrino.

## Strutture ed impianti

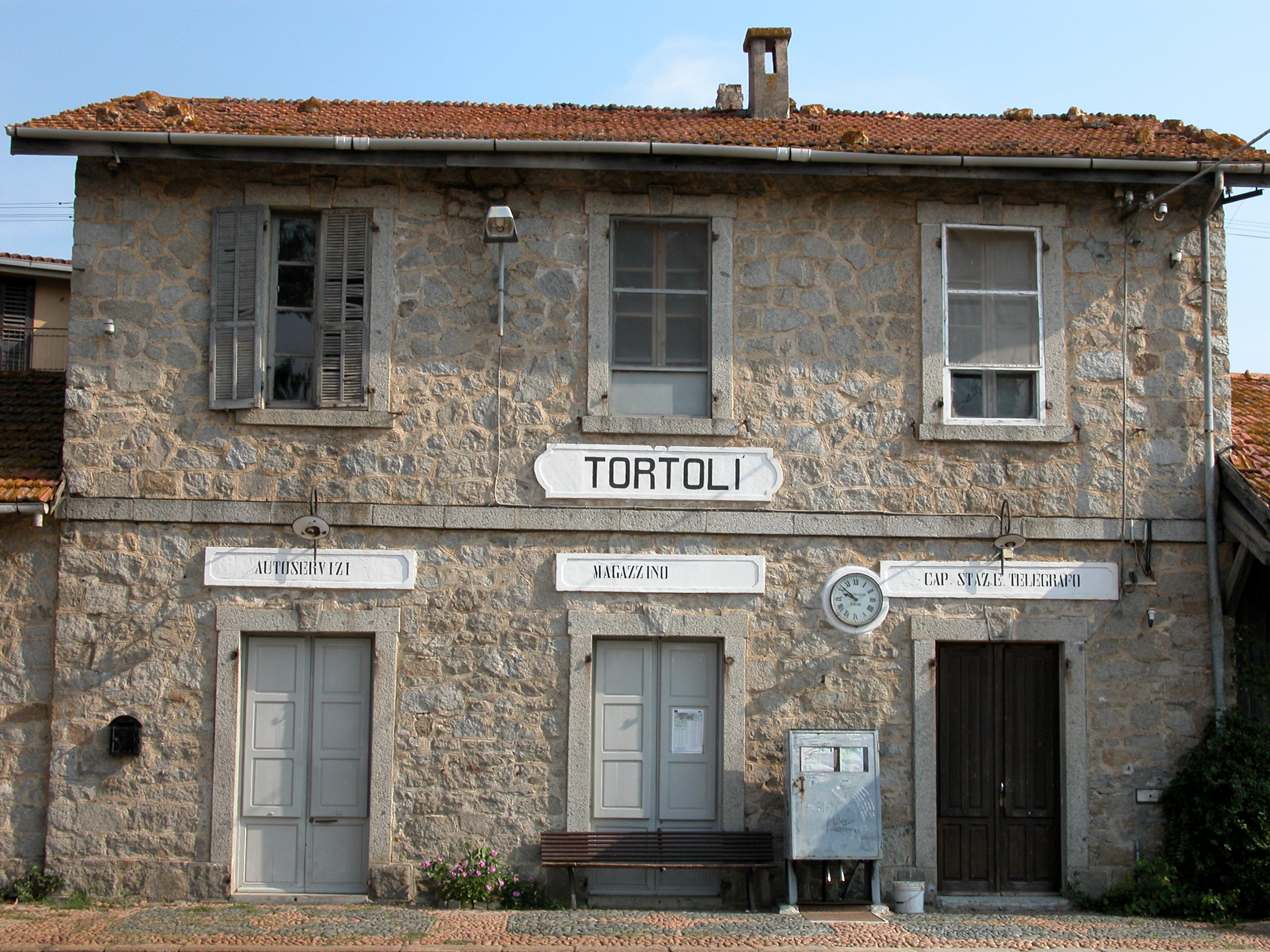
Il corpo centrale del fabbricato viaggiatori visto dal lato binari

Lo scalo presenta caratteristiche di stazione di tipo passante ed è dotato complessivamente di quattro binari, tutti a scartamento da 950 mm. Di essi uno è quello di corsa (il primo) affiancato da una banchina e da due binari passanti di incrocio; ad essi si aggiunge un tronchino in uso in passato per il servizio merci: l'area attrezzata per questa tipologia di traffico comprendeva anche un piano di carico ed un magazzino costruito in legno dotato di tetto spiovente.
Due ulteriori binari tronchi erano ubicati in passato nella parte nord della stazione e servivano la ex rimessa locomotive dell'impianto, non più in uso per l'attività ferroviaria. Adiacente al magazzino merci è ubicato il fabbricato viaggiatori, formato da una parte centrale a pianta rettangolare a tre vani e due piani (di cui solo quello inferiore impiegato per l'esercizio ferroviario/automobilistico) affiancato da un corpo laterale con sviluppo sul solo piano terra. L'edificio, riprendente lo stile tipico dei fabbricati viaggiatori realizzati nell'Ottocento dalle SFSS in Sardegna, presenta le pareti con pietra a vista; un ulteriore costruzione ospita invece le ritirate.

## Movimento
La stazione è situata lungo la ferrovia Mandas-Arbatax, la più lunga tra linee turistiche del Trenino Verde. Dato l'utilizzo esclusivamente turistico della ferrovia, dal 1997 nessun servizio ferroviario di trasporto pubblico raggiunge lo scalo di Tortolì. Tuttavia nel periodo estivo, con riferimento alla stagione turistica 2017 l'impianto è collegato sei giorni a settimana nel periodo estivo da corse espletate lungo la tratta Arbatax-Gairo. Nel corso dell'intero anno lo scalo è inoltre utilizzabile da eventuali treni organizzati ad hoc su richiesta di comitive di turisti.

## Servizi
All'interno del fabbricato viaggiatori è presente una sala d'attesa, mentre in una costruzione a parte sono compresi i servizi igienici
- Sala d'attesa
- Servizi igienici

## Interscambi
L'impianto ospita un deposito autobus dell'ARST e dal 2019 è il capolinea cittadino delle relazioni su gomma espletate dalla società. Tali autolinee permettono il collegamento con la frazione di Arbatax, con Nuoro e con vari comuni dell'Ogliastra.
- Fermata autobus